# Лудолф фон Папенхайм
Лудолф фон Папенхайм (на немски: Ludolf von Papenheim; † сл. 1224) е благородник от фамилията „Рабе фон Папенхайм“ при Варбург в Източна Вестфалия. Родът Рабе фон Папенхайм не трябва да се бърка с франкските имперските наследствени маршали фон Папенхайм, с които не са роднини.

## Произход и наследство
Той е син на Лудолф фон Папенхайм († сл. 1198). Внук е на Рабе фон Папенхайм († сл. 1155) и правнук на рицар Рабе фон Папенхайм († сл. 1146). Брат е на Рабе Папенхайм († сл. 1224), женен за фон Веледе и е баща на рицар Рабе фон Папенхайм († сл. 1266), женен за Кунигунда фон Амелунксен († сл. 1268), дъщеря на рицар Херболд II фон Амелунксен († сл. 1245).
Първият от рода Рабе фон Папенхайм в документи е през 1106 г. Раве де Папенхайм, miles (на латински: рицар). От края на 12 век господарите Рабе фон Папенхайм стават наследствени трушсес на манастир Корвей. Линиите „цу Либенау и Щамен“ съществуват и днес като стар хесенски рицарски род.

## Фамилия
Лудолф фон Папенхайм се жени за фон Оезеде, дъщеря на Бернхард фон Оезеде († сл. 9 януари 1244). Те имат четири деца:
- Бернхард фон Папенхайм († сл. 1261); баща на:
  - Рабе фон Папенхайм († сл. 1307)
  - Бертолд фон Папенхайм († сл. 1309)
  - Хайнрих фон Папенхайм († сл. 1332)
- Рабе фон Папенхайм († сл. 1275)
- Лудолф фон Папенхайм († сл. 1261), рицар; баща на:
  - Кунигунда фон Папенхайм, омъжена за рицар Хайнрих фон Дрибург († 1277)
  - Регелинд фон Папенхайм, опомъжена за рицар Александер фон Годелсхайм
- дъщеря фон Папенхайм, омъжена за Конрад фон Амелунксен († сл. 1286), рицар (1237 – 1275), син на Херболд II фон Амелунксен († сл. 1245)